# Jackson (Mississippi)
Jackson è una città degli Stati Uniti d'America, capitale dello Stato del Mississippi. Al censimento del 2000 la città aveva una popolazione di 184 256 abitanti, passati dapprima a 175 021 nel 2009, per poi scendere a 153 701 nel 2020. A luglio 2005 è stato stimato che l'area metropolitana di Jackson (MSA), composta dai sobborghi nelle contee di Hinds, Rankin, Madison, Copiah e Simpson, aveva una popolazione di 522 580 abitanti (detti Jacksonians).

## Geografia fisica
Jackson è situata sul Pearl River e riceve acqua dalla Ross Barnett Reservoir, un bacino artificiale ottenuto sbarrando il fiume Pearl a nord-est della città, tra le contee di Madison e di Rankin. Secondo lo United States Census Bureau, la città di Jackson ha una superficie totale di 276,7 km², dei quali 271,7 km² di territorio e 5 km² di acque interne (l'1,80% del totale). Jackson è uno dei due capoluoghi della contea di Hinds insieme a Raymond. Parte del territorio cittadino è compreso nelle contee di Madison e Rankin.

## Storia
L'area dove sorge l'attuale Jackson venne colonizzata da un esploratore franco-canadese di nome Louis LeFleur; in seguito la zona da lui coltivata divenne nota col nome di LeFleur's Bluff. Nel 1821 una commissione incaricata di trovare una nuova locazione per la capitale del Mississippi scelse LeFleur's Bluff, dal momento che il centro esatto dello Stato era occupato da vaste paludi. Fu così che il Campidoglio, gli uffici governativi e le principali istituzioni furono trasferiti qui da Natchez.
Il nome della nuova capitale venne presto mutato in Jackson, in onore del generale Andrew Jackson, che nel 1813 aveva sconfitto gli inglesi a New Orleans e che successivamente fu eletto 7º presidente degli Stati Uniti. Nel 1840 fu connessa alla rete ferroviaria nazionale. Nel corso della guerra civile americana Jackson, che era un importante centro manifatturiero confederato, fu conquistata per ben due volte dalle forze nordiste nel corso del 1863.
Al termine della seconda conquista, gli unionisti bruciarono completamente la città, che venne ribattezzata Chimneyville (Città dei camini), dal momento che sopravvissero all'incendio solamente i camini in muratura. Nonostante ciò alcuni importanti edifici vennero risparmiati, come ad esempio il vecchio Campidoglio o la residenza del governatore. Nel 1903 fu inaugurato il nuovo Campidoglio del Mississippi. Negli anni sessanta divenne, in quanto capitale statale, un centro del movimento per i diritti civili.
Il 12 giugno 1963 Medgar Evers, un importante leader dei diritti civili, venne ucciso dal razzista Byron De La Beckwith. In ricordo di Evers furono intitolati alcuni importanti edifici pubblici e l'aeroporto di Jackson. Il 15 maggio 1970 la polizia uccise due studenti alla Jackson State University nel corso di una protesta contro la guerra del Vietnam. Nel 1997 Harvey Johnson, Jr fu il primo afro-americano a divenire sindaco di Jackson.
A Jackson è ambientato il libro L'aiuto (The Help) della scrittrice Kathryn Stockett, che tratta il problema della segregazione delle donne nere negli anni sessanta. Inoltre, alcune delle pagine di Underworld di Don DeLillo vedono Jackson come sfondo di una manifestazione antirazzista nel 1962.

## Società

### Evoluzione demografica
Jackson rimase una piccola città per gran parte del XIX secolo. Al censimento del 1860 risultarono solo 1 881 abitanti e nel 1900 la popolazione era cresciuta solo fino a 8 000 persone. Nel 1944, però, la popolazione di Jackson era salita a 70 000 abitanti e negli anni settanta, dopo i tumulti per i diritti civili dei neri, ci fu l'esplosione demografica, con un massimo raggiunto all'inizio degli anni ottanta.
Secondo il censimento del 2000, la popolazione della città è composta in grande maggioranza da neri (70,64%), con una minoranza di bianchi (27,79%). Le altre minoranze sono di entità trascurabile: 0,13% di nativi americani, 0,57% di asiatici, 0,01% di persone originarie delle isole dell'oceano Pacifico, 0,67% di multirazziali e 1% di ispanici.

## Cultura

### Organizzazioni e istituzioni culturali
- Mississippi Department of Archives and History
- Craftsmen's Guild of Mississippi
- Mississippi Symphony Orchestra (MSO), formerly the Jackson Symphony Orchestra, founded in 1944
- Municipal Art gallery
- Ballet Mississippi
- Mississippi Museum of Art
- Russell C. Davis Planetarium
- Mississippi Opera
- Mississippi Chorus
- New Stage Theatre
- Mississippi Hispanic Association
- Mississippi Heritage Trust
- Mississippi Art Center
- Smith-Robertson Museum and Cultural Center
- Mississippi Agriculture and Forestry Museum
- Mynelle Gardens
- Jackson State University Botanical Garden
- Jackson Zoo
- Old Capitol Museum of Mississippi History
- Governor's Mansion
- Manship House Museum
- Boyd House/The Oaks House Museum

### Eventi culturali periodici
- Mississippi State Fair (si tiene in ottobre)
- Crossroads Film Festival (Aprile)
- Jubilee! Jam (giugno)
- Festival Latino (settembre)
- OKToberfest (ottobre)
- USA International Ballet Competition (ogni 4 anni nel mese di giugno)
- Mals St. Pattys Day Parade (a marzo il sabato precedente o successivo alla ricorrenza di San Patrizio)

### Media
Il quotidiano della città è The Clarion-Ledger, fondato nel 1837 e di proprietà del gruppo editoriale Gannett.

## Infrastrutture e trasporti
Jackson è uno dei principali snodi stradali dello stato del Mississippi in quanto situata all'intersezione tra le autostrade interstatali I-55 e I-20. Il tessuto urbano di Jackson è intersecato anche dalla US 51, da est ad ovest, e dalla US 80 da nord a sud.
L'aeroporto Internazionale di Jackson-Medgar Wiley Evers si trova a est della città nella contea di Rankin ed è l'aeroporto commerciale più trafficato del Mississippi.